# Campionat del Món de cursa escratx masculí
El Campionat del món de scratch masculí és el campionat del món de Scratch organitzat anualment per l'UCI, dins els Campionats del Món de Ciclisme en pista.
Se celebra des de 2002 i el suís Franco Marvulli i el danès Alex Rasmussen amb 2 victòries són els que tenen més victòries.

## Pòdiums dels Guanyadors
| Proves | Or                        | Plata                     | Bronze                    |
| 2002   | Franco Marvulli (SUI)     | Tony Gibb (GBR)           | Stefan Steinweg (GER)     |
| 2003   | Franco Marvulli (SUI)     | Robert Sassone (FRA)      | Jean-Pierre Van Zyl (RSA) |
| 2004   | Gregory Henderson (NZL)   | Robert Slippens (NED)     | Walter Pérez (ARG)        |
| 2005   | Alex Rasmussen (DEN)      | Gregory Henderson (NZL)   | Matthew Gilmore (BEL)     |
| 2006   | Jérôme Neuville (FRA)     | Ángel Darío Colla (ARG)   | Ioánnis Tamourídis (GRE)  |
| 2007   | Kam Po Wong (HKG)         | Wim Stroetinga (NED)      | Rafał Ratajczyk (POL)     |
| 2008   | Aliaksandr Lisouski (BLR) | Wim Stroetinga (NED)      | Roger Kluge (GER)         |
| 2009   | Morgan Kneisky (FRA)      | Ángel Darío Colla (ARG)   | Andreas Müller (AUT)      |
| 2010   | Alex Rasmussen (DEN)      | Juan Esteban Arango (COL) | Kazuhiro Mori (JPN)       |
| 2011   | Ho Ting Kwok (HKG)        | Elia Viviani (ITA)        | Morgan Kneisky (FRA)      |
| 2012   | Ben Swift (GBR)           | Nolan Hoffman (RSA)       | Wim Stroetinga (NED)      |
| 2013   | Martyn Irvine (IRL)       | Andreas Müller (AUT)      | Luke Davison (NZL)        |
| 2014   | Ivan Kovaliov (RUS)       | Martyn Irvine (IRL)       | Cheung King Lok (HKG)     |
| 2015   | Lucas Liss (GER)          | Albert Torres (ESP)       | Bobby Lea (USA)           |
| 2016   | Sebastián Mora (ESP)      | Ignacio Prado (MEX)       | Claudio Imhof (SUI)       |
| 2017   | Adrian Tekliński (POL)    | Lucas Liss (GER)          | Christopher Latham (GBR)  |